# Glungezer
De Glungezer is een 2677 meter hoge bergtop in de Tuxer Alpen in de Oostenrijkse deelstaat Tirol. De top ligt ten zuidoosten van Innsbruck, net ten oosten van de veel bekendere Patscherkofel, die echter ruim vierhonderd meter minder hoog is.
De noordelijke zijde van de Glungezer wordt ontsloten door de Glungezerbahnen. Het dalstation hiervan ligt in Tulfes, het hoogste bergstation ligt dicht bij de top van de 2311 meter hoge Schartenkogel. In de winter is de Glungezer een geliefd skigebied.
Vlak onder de top ligt de Glungezerhütte, een berghut van de sectie Hall in Tirol van de Österreichischer Alpenverein. In het gebergte rondom de top ligt een grote ondergrondse installatie voor militaire luchtruimbewaking.

## Ongeval
Op 29 februari 1964 vloog een Bristol Britannia 312 van British Eagle Airlines, die op het vliegveld van Innsbruck had moeten landen, op 2600 meter hoogte in de oostflank van de berg. Alle 83 inzittenden van het vliegtuig kwamen daarbij om het leven. (zie Vliegtuigcrash op de Glungezer).